# 新營真武殿

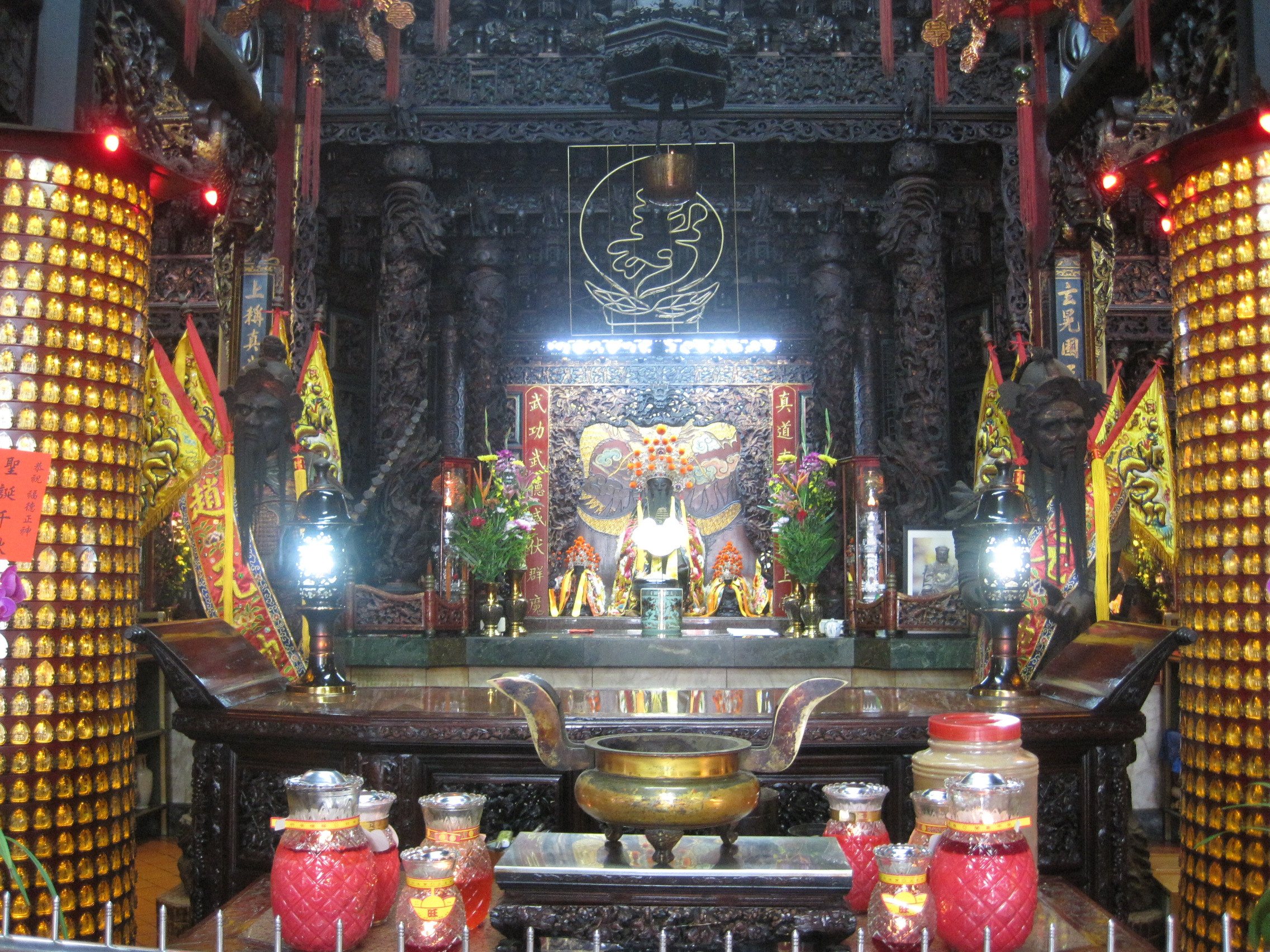
正殿內部

新營真武殿位於臺灣臺南市新營區，是主祀玄天上帝的廟宇。該廟為新營兩大公廟之一，有不少信徒從小便是該廟玄天上帝的「契子」。
廟中有留閩千總李誌鏞在咸豐六年（1856年）所敬獻的「天柱飛光」古匾:126。

## 沿革
相傳過去在廟前有一池塘，有許多牧童會把牛帶來此處吃草。某日有個牧童用泥土捏了一尊玄天上帝加以膜拜，後來真有神靈附於其上，之後信徒漸多。
而真武殿正式建廟則是在咸豐五年（1855年），由當地望族沈芳林、沈葛林倡建:126。光緒末年，信徒沈興、沈鉗等人重修。日治時期昭和八年（1933年），董事沈三吉與林知母、馮勢、鄭茂松、沈群鵬、沈振宗等人再次擴建廟宇。另據說在皇民化運動時期，神像曾暫時供奉在民宅內。
二次大戰後，真武殿在民國57年到64年（1968年－1975年）進行擴建。另外據說修建期間，玄天上帝曾透過乩童寫了一副對聯懸刻於廟殿，而這名乩童本人目不識丁。

## 五營
真武殿的內五營是五營旗，有新舊兩座，是因不同神轎的關係而分設。外五營設東西南北四營，皆為小祠建築，其中在「修善姑」北側的西營為兩進式建築，賞兵則由各營自行舉行。

## 傳說
關於千總李誌鏞獻匾的原因，有傳說是因為他在領兵路過時，為了測試廟中玄天上帝的神威而故意用官靴踢踏門檻，結果攤跪在地。李誌鏞於是入廟禮拜謝罪，並且獻匾。
另外在1981年艾妮絲颱風（Agnes）在臺灣南部造成「九三水災」時，鄰近急水溪的真武殿也被水淹，積水深度達2公尺。而由於鎮殿泥塑神像高7尺，重百斤，難以搬動，最後只能讓神像留在廟中。次日早上洪水稍退後，當時的真武殿主委劉川上到廟中查看時，發現神像竟在二尺外的另一拜案上，帽冠、神袍均未潮濕、汙損。信徒認為這是神明顯靈自行移位的神蹟。

## 其他
新營有俗諺說「上帝爺公最疼惜出外人」，指到外地工作的新營人，或是到新營謀生的外地人，只要到真武殿真心祈求，上帝爺公都會眷顧有加。